# Clifford Hugh Dowker
Clifford Hugh Dowker (2 de março de 1912 — Londres, 14 de outubro de 1982) foi um matemático canadense. Especialista em topologia, conhecido por seu trabalho em topologia geral, teoria das categorias, teoria dos feixes e teoria dos nós.

## Obras
Dowker mostrou que os grupos homológicos de Čech e Vietoris coincidem, assim como ocorre com os grupos de Čech e Alexander.